# Karl Wilhelm Georg von Plettenberg

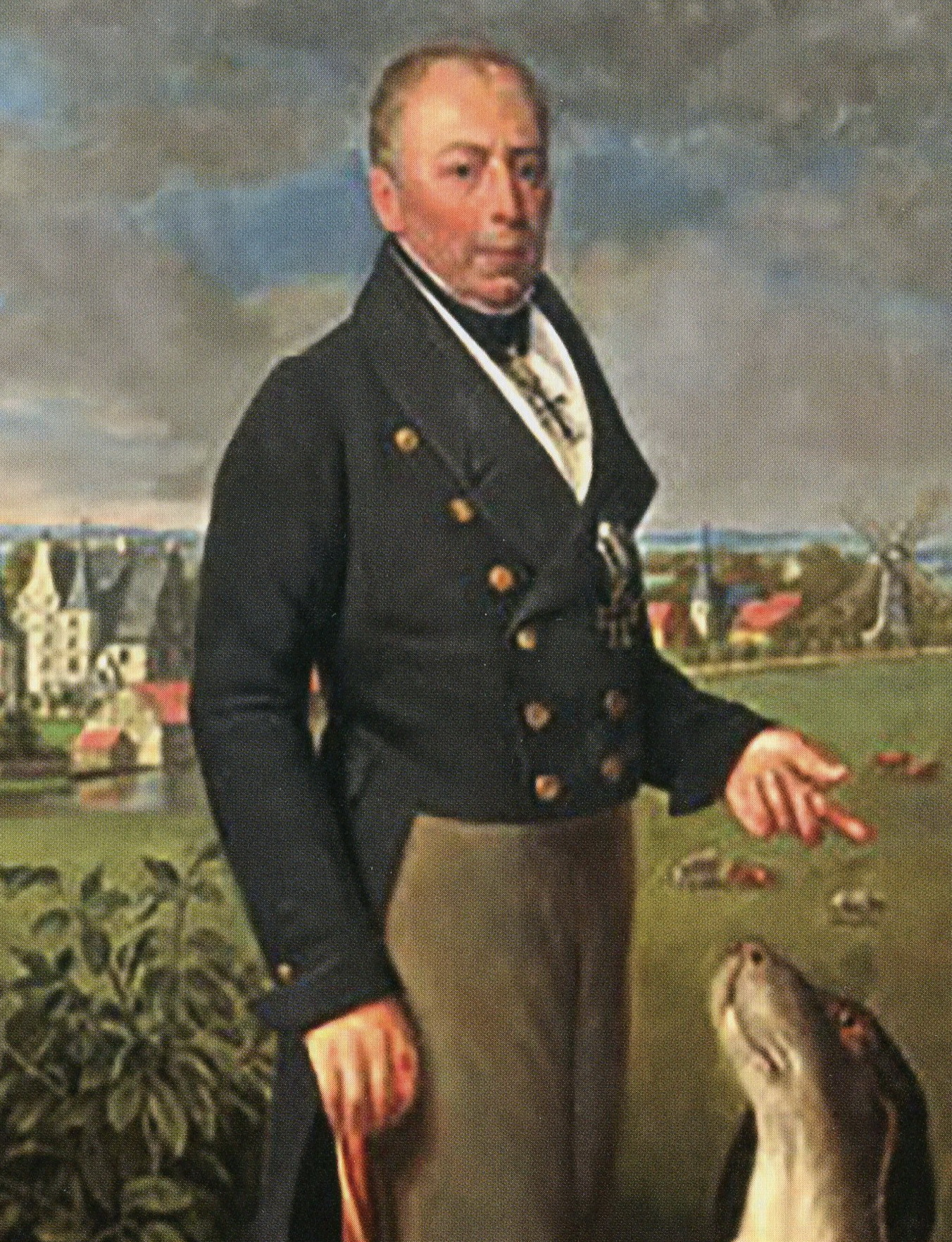
Karl Wilhelm Georg von Plettenberg-Heeren, ab 1805 von Bodelschwingh-Plettenberg

Karl Wilhelm Georg Theodor Freiherr von Plettenberg-Heeren, ab 1805 Freiherr von Bodelschwingh-Plettenberg (* 28. Juli 1765 auf Haus Heeren; † 6. August 1850 auf Gut Drais) war königlich preußischer Kammerherr, Erbmarschall der Grafschaft Mark, Großkomtur des Deutschen Ordens (Ballei Utrecht) und Großmeister des Freimaurerordens.

## Leben
Karl entstammte dem westfälischen Uradelsgeschlecht von Plettenberg. Er war der einzige Sohn aus der Ehe von Johann Adolph Friedrich von Plettenberg-Heeren (* 1725 in Heeren; † 1787 ebenda) mit dessen erster Frau Sophie Elisabeth („Elise“), geborene von Lüdinghausen genannt Wolff zu Füchten (1745–1766). Seine Mutter starb kurz nach seiner Geburt. 1767 heiratete sein Vater in zweiter Ehe Henriette Caroline von Plettenberg (* 1750 in Stockum; † 1794 in Heeren), Tochter des Generals Christoph Friedrich Steffen von Plettenberg-Stockum vom benachbarten Haus Heyde bei Unna. Die beiden hatten vier Kinder.
Von seinem Vater übernahm er den Fideikommiss Heeren und die Burg Schwarzenberg. Am 19. August 1788 heiratete er in erster Ehe Luise Freiin von Bodelschwingh (* 23. August 1766 auf Haus Bodelschwingh; † 1833 ebenda), Erbtochter auf Bodelschwingh und Sandfort. Als Großnichte des letzten Vogts von Elspe hatte sie zehn Jahre zuvor auch die Güter Bamenohl, Borghausen, Oevinghausen, Schwerte, Werl und Westhemmerde geerbt.
1818 erwarb Karl das Weingut Draiser Hof bei Eltville von Georg Herber. Er verfügte damit über einen erheblichen Grundbesitz.

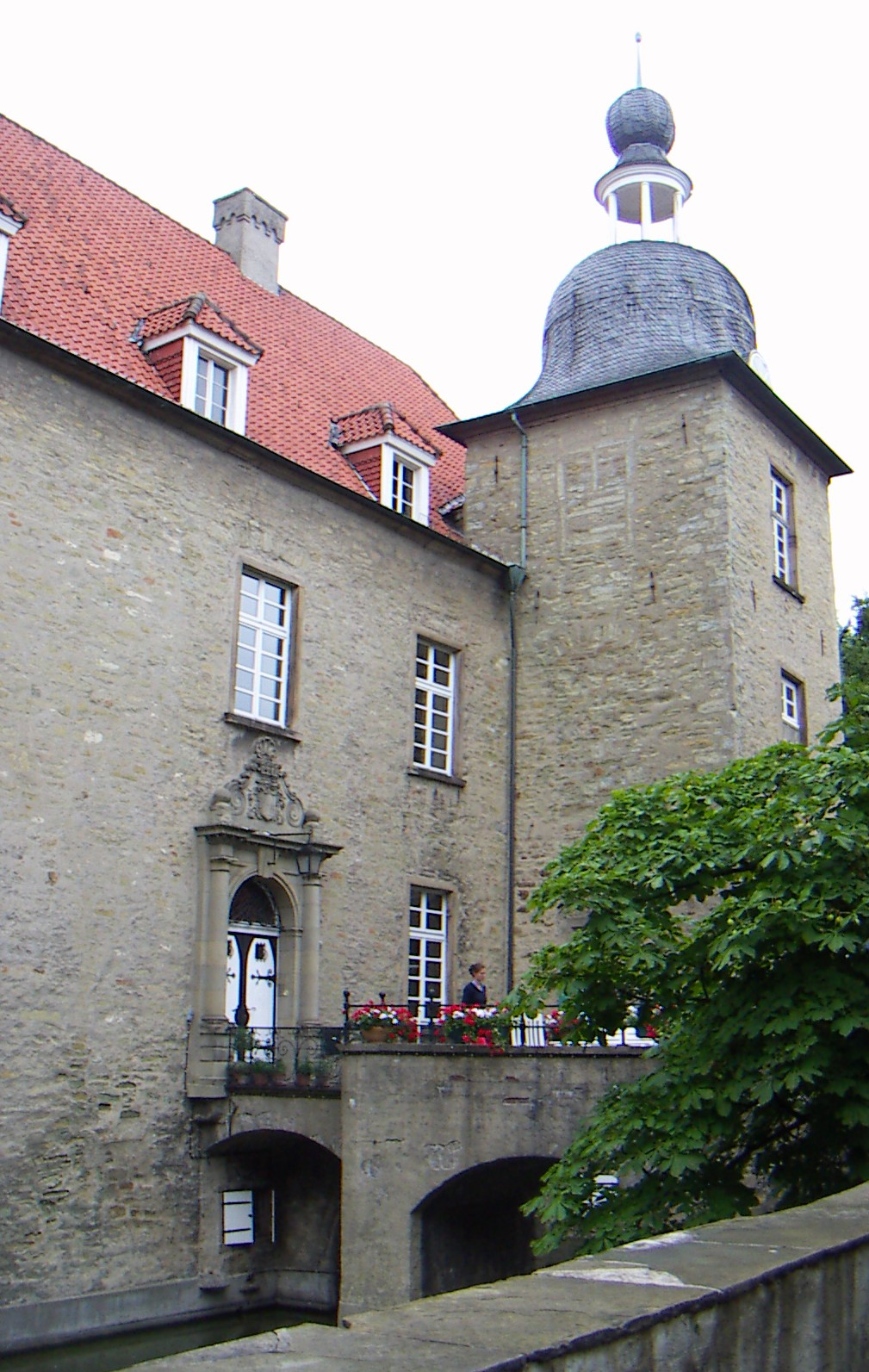
Haus Heeren
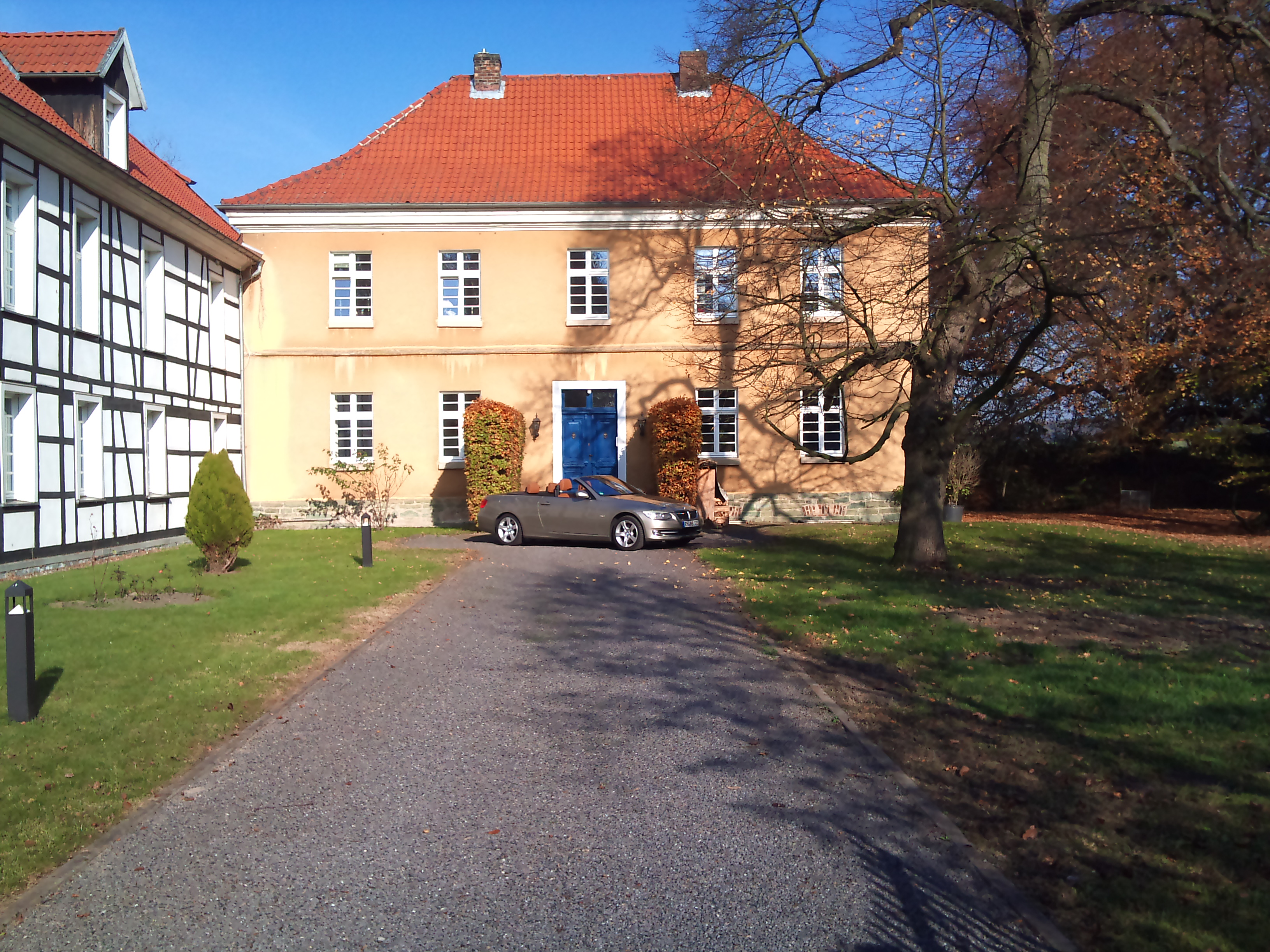
Haus Hilbeck
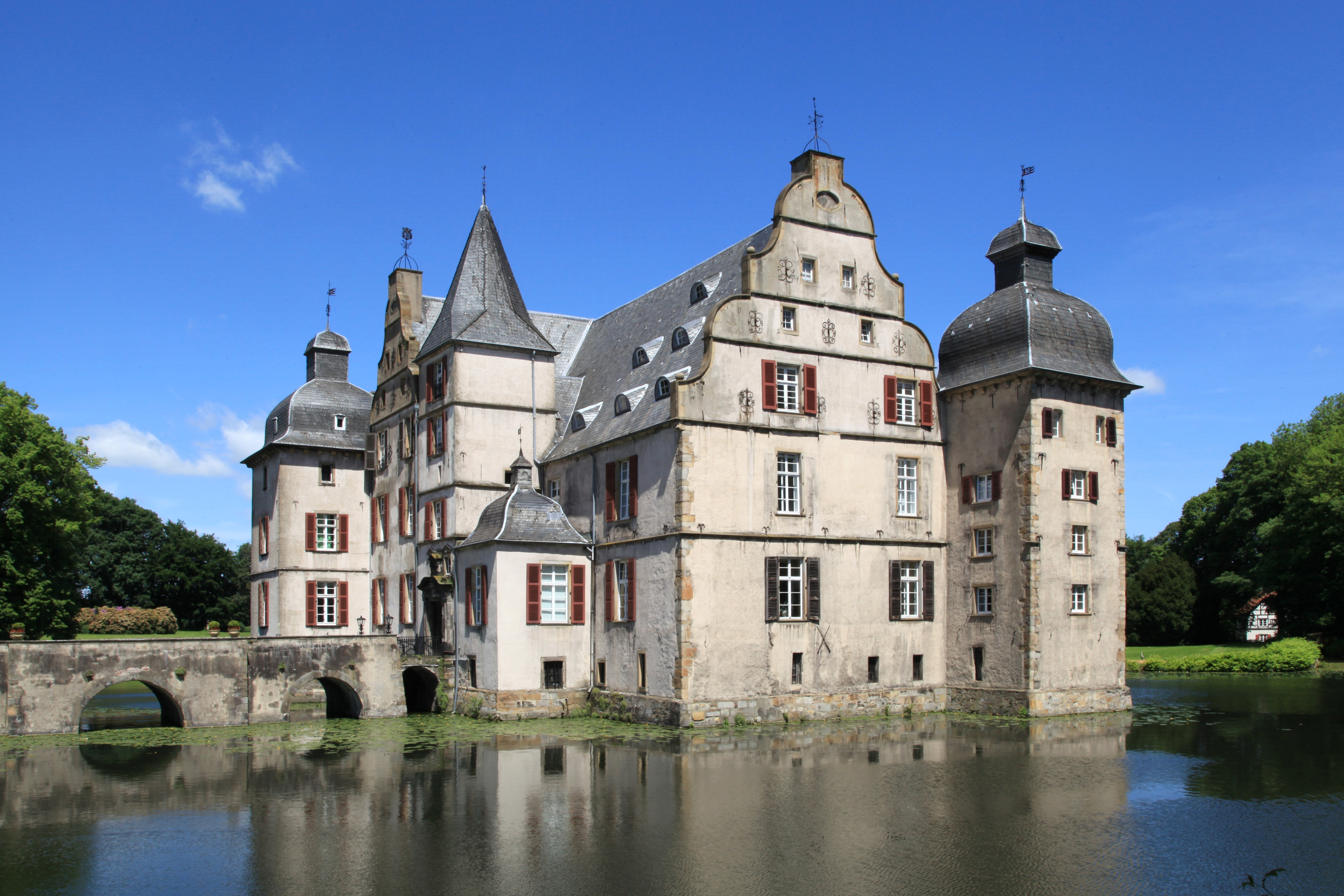
Haus Bodelschwingh
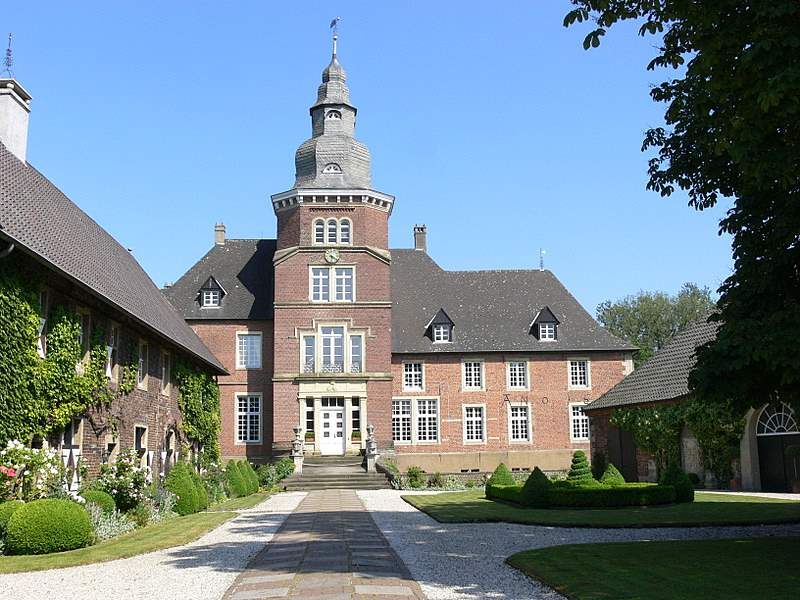
Haus Sandfort
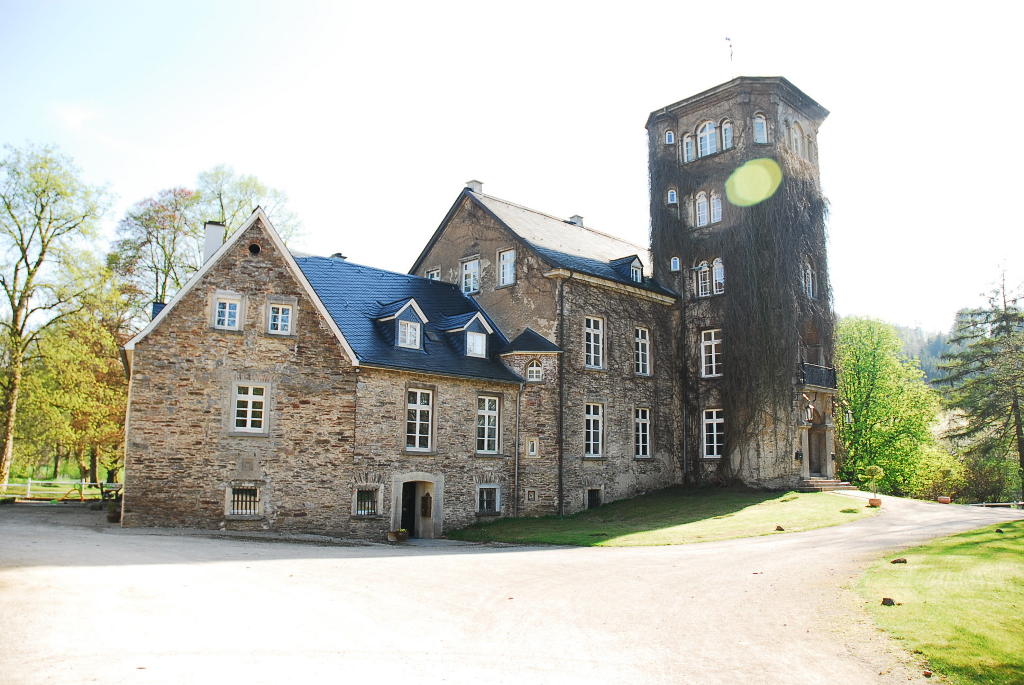
Haus Bamenohl
Schloss Werl
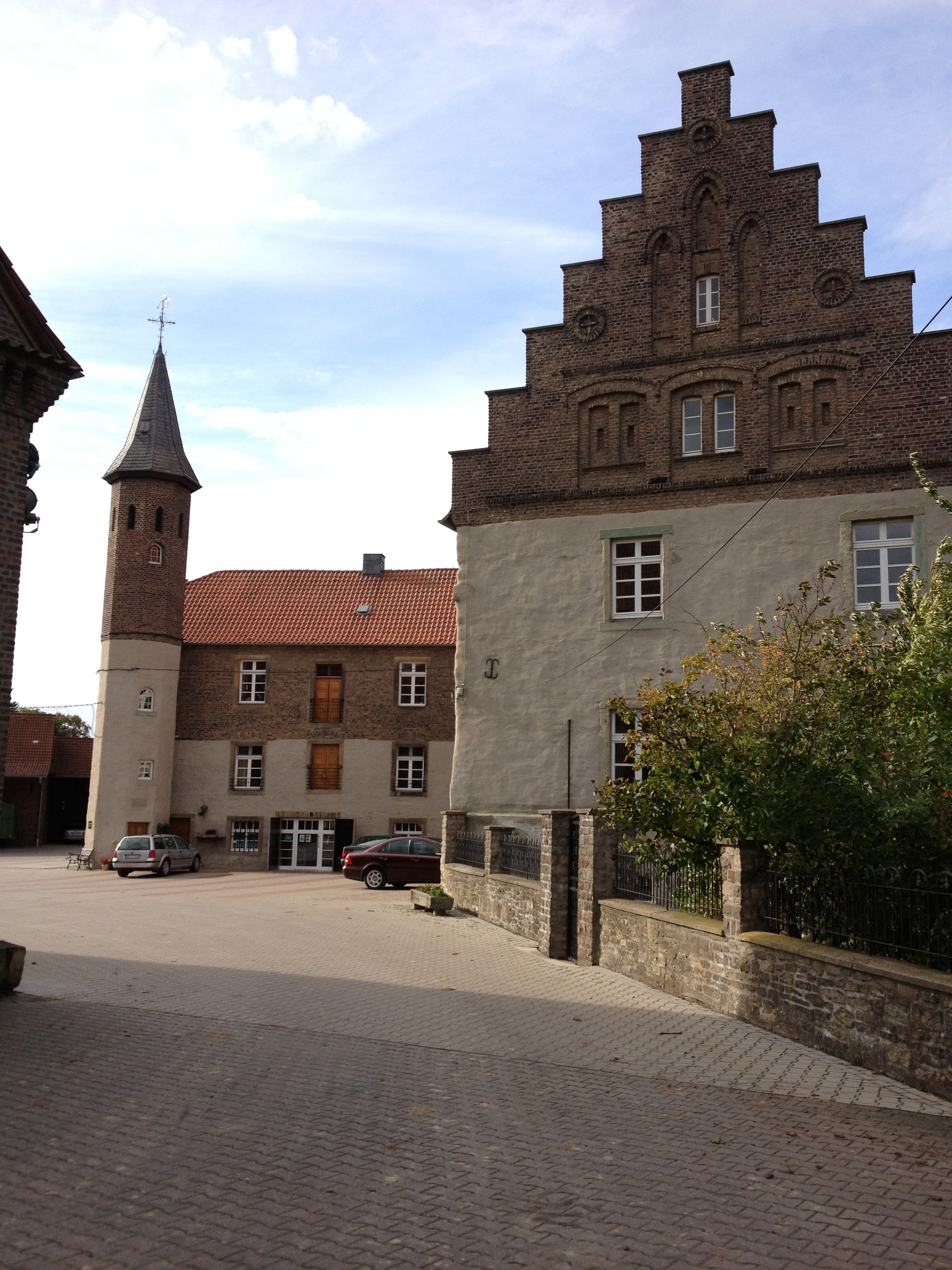
Haus Westhemmerde
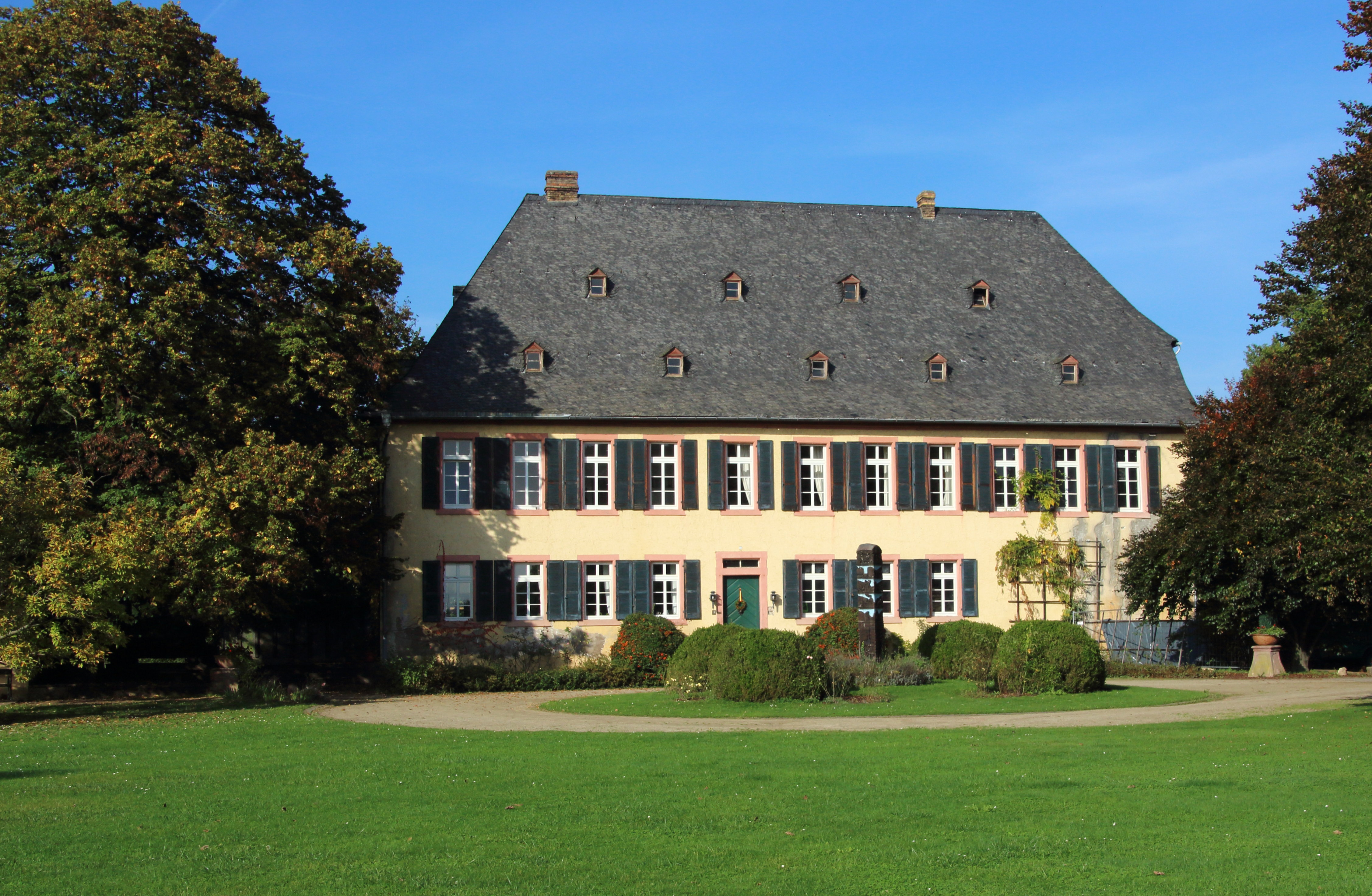
Draiser Hof, Eltville-Erbach

1805 fügte Karl mit königlich preußischer Genehmigung den Namen und das Wappen derer von Bodelschwingh seinem eigenen an und begründete damit die Linie der Freiherren von Bodelschwingh-Plettenberg zu Bodelschwingh. Aus der Ehe gingen folgende Kinder hervor:

## Nachkommen
- Gisbert Wilhelm (1790–1866), erbte den Großteil der Güter seines Vaters
- Luise (* 16. April 1795), heiratete 1818 Karl Freiherr von Nordeck (1793–1853) auf Nordeck und lebte auf der kurz darauf erworbenen Burg Hemmerich
- Adolf (* 8. August 1797), Herr auf Sandfort, Sanden und Rechede, heiratete 1827 Luise Freiin von Plettenberg-Heeren (* 17. November 1806)
- Caroline (* 16. Oktober 1801; † 2. November 1852), heiratete 1821 Friedrich von Plettenberg-Heeren
- Elise (* 15. Juli 1806), heiratete 1827 den preussischen Finanzminister Carl von Bodelschwingh (1800–1873)
- Wilhelmine (* 13. Dezember 1809), heiratete 1831 Karl Anton Freiherr von Plettenberg-Heeren zu Mehrum (1801–1857)

Nach dem Tod seiner Frau im Jahr 1833 heiratete Karl 1834 im Alter von 69 Jahren die 26-jährige Bertha Freiin von Plettenberg-Heeren (* 15. November 1808 in Sedan; † nach 1850 in Bodelschwingh), Tochter seines Halbbruders Adolf. Aus dieser Ehe ging die Tochter Marie (1837–1933) hervor, die später den Landrat Ernst von Bodelschwingh heiratete und mit ihm 11 Kinder hatte.
Karl starb am 6. August 1850 im Alter von 85 Jahren auf Gut Drais.